# 光辉镇 (巴中市)
光辉乡，是中华人民共和国四川省巴中市巴州区下辖的一个乡镇级行政单位。

## 行政区划
光辉乡下辖以下地区：
柏林湾村、哨台村、宋兴村、白杨坝村、许家岭村、虎家梁村和青龙山村。